# Општина Горје
Општина Горје (словен. Gorje) је једна од општина Горењске регије у држави Словенији. Седиште општине је градић Згорње Горје.

## Насеља општине
| - Вишелница - Грабче - Затрник - Згорње Горје - Згорње Лазе - Крница - Мевкуж | - Перники - Подхом - Пољшица при Горјах - Радовна - Сподње Горје - Сподње Лазе |

Шаблон:Горје